# 1936 en Lorraine
Chronologie de la Lorraine
- 1932
- 1933
- 1934
- 1935
- 1936
- 1937
- 1938
- 1939
- 1940

Cette page est une liste d'événements qui se sont produits durant l'année 1936 en Lorraine.

## Événements

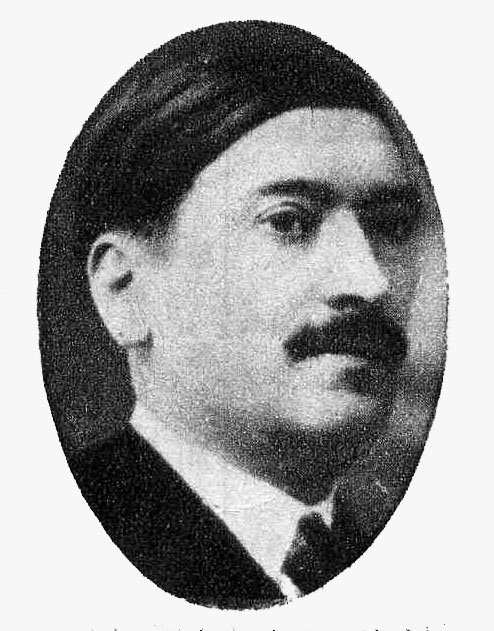
Désiré Ferry.

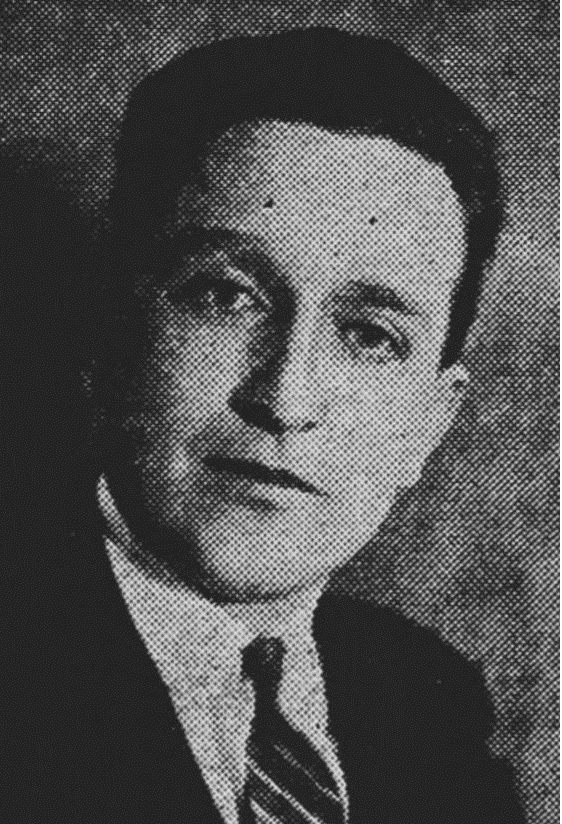
André Beauguitte, député de la Meuse (1936).

- René Lemoine, né à Nancy, remporte une médaille d'argent olympique d'escrime; Edward Gardère en remporte 2 et son frère André Gardère une[1].
- Anni Steuer, sprinteuse née à Metz, remporte l'argent olympique sur 80 mètres haies[1].
- Première fête de la mirabelle à Bayon, au sud de Nancy, élection de Miss Mirabelle[2],[3].
- Création du Rassemblement national lorrain[4] (RNL), groupement politique autonome régional lorrain rassemblant les opposants au Front populaire de juin 1936 à 1939.

- 11 mars :  « apparitions » de la Vierge défrayent la chronique et divisent les paroissiens du village de Bouxières-aux-Dames[5].
- Mai 1936, les élections législatives voient en Lorraine, la gauche progresser[6]. Le front populaire rencontre un succès mitigé en Lorraine où la gauche remporte 7 sièges sur 24, sans aucun député SFIO ou communiste[7]. :
  - Sont élus députés de Meurthe-et-Moselle lors des élections législatives des 26 avril et 3 mai 1936 : Philippe Serre réélu dans la circonscription de Briey, dès le premier tour, avec le soutien du Front populaire. À la Chambre, il siège comme indépendant de gauche et participe à la commission de l'Administration générale, départementale et communale ; à la commission de l'Enseignement et des beaux-arts ; à la commission de l'Aéronautique ; et à la commission d'enquête sur l'affaire Stavisky; Pierre-Olivier Lapie, USR (Union socialiste républicaine), élu dans la 3e circonscription de Meurthe-et-Moselle , avec 5 003 voix (sur 25 734 votants) au premier tour et 12 642 (sur 25 441 votants) au second (grâce au désistement du socialiste Nordemann et du communiste Thouvenin), face au modéré Désiré Ferry. À la Chambre, il fait partie des commissions de l'aéronautique, d'Alsace-Lorraine et des mines; Louis Marin, élu au premier tour (52,7 %); François Valentin , élu au second tour avec l'aide des militants de la Fédération républicaine et des Ligues[8] député de Meurthe-et-Moselle (circonscription de Nancy) — plus jeune député de France, à 26 ans —, il s'inscrit au groupe de la Fédération républicaine; Georges Izard; Jean Quenette et Georges Mazerand.
  - Sont élus députés de Meuse : André Beauguitte, membre de l'alliance des Républicains de gauche et des radicaux indépendants; Louis Jacquinot;  Gaston Thiébaut et Lucien Polimann.
  - Sont élus députés de la Moselle : Émile Peter, inscrit cette fois au groupe des Indépendants d'action populaire, au sein duquel siègent notamment les élus de l'Union républicaine lorraine, formation démocrate-chrétienne régionale; Robert Schuman; Robert Sérot; Édouard Moncelle;  Paul Harter et Émile Béron.
  - Sont élus députés des Vosges : Marcel Boucher : proche de la Fédération républicaine, il se présente dans la circonscription de Neufchâteau comme « candidat de concentration républicaine et de défense agricole », il n'avait pas participé aux luttes politiques jusqu'alors, il est soutenu par les élus locaux de droite[9], malgré une réticence initiale. Il bat le député sortant de gauche Camille Picard au second tour;  Paul Elbel, radical, réélu;  Jean Leroy, membre de la Gauche indépendante; Louis Gaillemin est réélu au premier tour, comme candidat d'« Union nationale et sociale », avec 64,5 % des suffrages exprimés. Sa profession de foi est plus agressive qu'en 1934 : elle rappelle les « heures tragiques » du 6 février 1934 et le Cartel des gauches de 1932, s'étonne de « l'alliance hors nature des radicaux patriotes et individualistes avec les socialistes internationalistes et collectivistes », vitupère « le virus collectiviste dans les lois » et affirme que « les adeptes du Front populaire sous la direction des moscoutaires ont déclaré la guerre aux autres Français ». élu sénateur en 1939, remplacé par Marcel Deschaseaux et Marc Rucart.
- Tournage à Vittel du film La Dame de Vittel de Roger Goupillières[10].
- Juin  : les grèves en Lorraines sont moins suivies que dans le reste de la France[6].
- 9 juillet : la troisième étape du Tour de France relie Charleville à Metz. Mathias Clemens remporte l'étape en 4h22'22"[11].
- 10 juillet : la quatrième étape prend son départ à Metz pour rejoindre Belfort. Victoire de Maurice Archambaud en 6h50'26"[11]
- Août à octobre : contrairement au printemps, les grèves sont nombreuses dans les mines et le textile. A Metz, autour de l'abbé Ritz et de Paul Vautrin, se développe le Front lorrain qui dénonce la bolchévisation des campagnes[6].

## Naissances

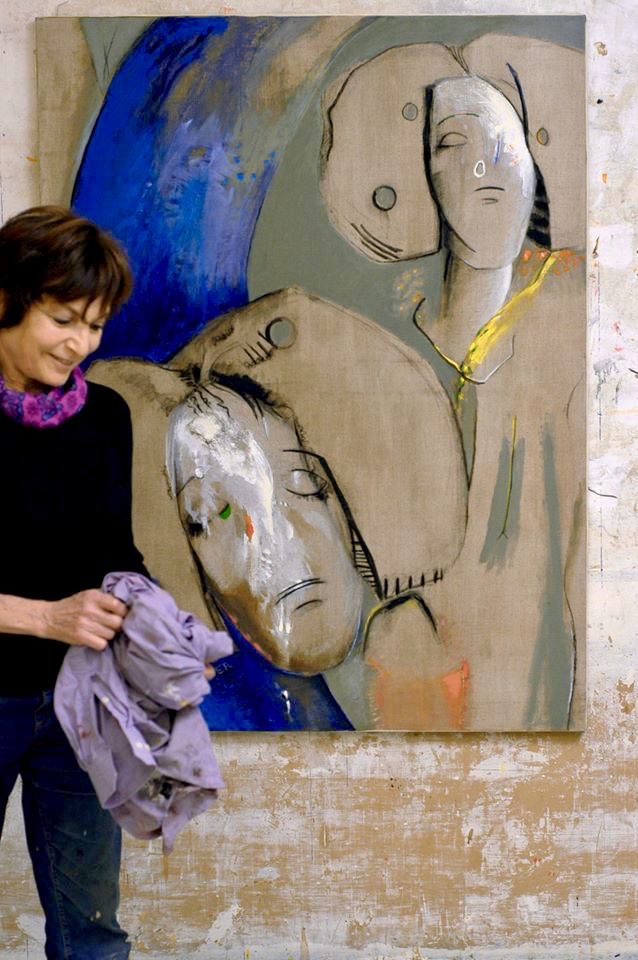
Eska Kayser dans son atelier

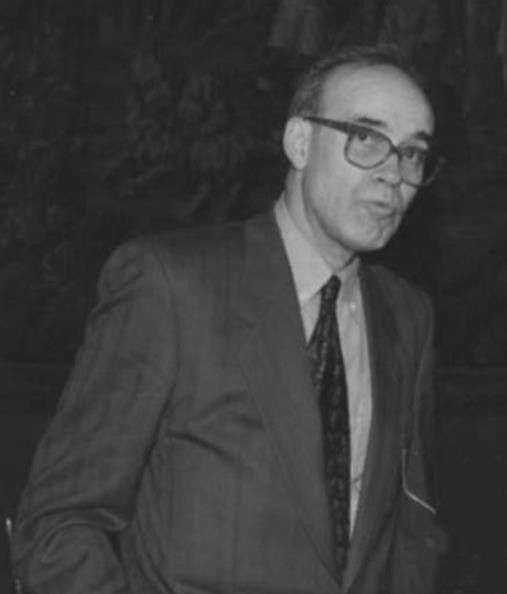
Bernard Decomps

- 18 janvier à Piennes :  Christiane Martel, née Christiane Magnani [12] , actrice et mannequin franco-mexicaine.Elle a été élue Miss Univers 1953, représentant la France avec le titre de Miss Cinémonde (et non celui de Miss France).
- 3 février à Nancy : Parvine Pierson, dite Parvine Curie, sculptrice française non figurative appartenant à la nouvelle École de Paris.
- 8 février à Baccarat (Meurthe-et-Moselle) : Nicole Feidt, femme politique française.
- 9 février à Phalsbourg : Gustave Koch, pasteur protestant et historien français dont les recherches portent principalement sur le protestantisme alsacien, Phalsbourg et sa région, le pasteur Jean-Frédéric Oberlin et le musée qui est dédié à celui-ci à Waldersbach[13].
- 19 février à Fameck : René Kaës, psychologue, psychanalyste et universitaire français. Il est professeur émérite de psychologie clinique et psychopathologie à l'université Lumière Lyon 2 et s'est particulièrement intéressé à la psychanalyse des groupes.
- 7 mars à Audun-le-Roman : Claude Feidt, mort le 13 octobre 2020 au Puy-en-Velay, évêque français, archevêque émérite d'Aix-en-Provence et Arles de 2010 à 2020.
- 9 mars à Nancy : Jacques Baudot, décédé le 21 juin 2007 à Nancy, homme politique français.
- 4 avril à Serémange-Erzange : Aimé Gori, footballeur français[14], décédé le 11 février 2002 à Gap[15].
- 5 avril à Vagney : Marcel Hocquaux, coureur cycliste français, mort le 22 juin 2014 à Charleville-sous-Bois en Moselle. Spécialisé dans les courses sur route, notamment à étapes, il fut une des figures emblématiques du cyclisme lorrain dans les années 1960.
- 1er mai à Void-Vacon : Michel Parisse, historien médiéviste français, mort le 5 avril 2020 dans le 20e arrondissement de Paris[16].
- 5 mai à Sarreguemines : Claude Got, mort le 11 août 2023 à Linkebeek en Belgique par euthanasie[17],[18], professeur français de médecine, honoraire depuis 1997[19], diplômé en 1965 de la faculté de médecine de Paris et spécialiste d’anatomie et de cytologie pathologique.
- 6 mai à Terville : Gilbert Fioriti, mort le 21 juillet 2016 à Thionville[20], footballeur français, qui évoluait au poste de défenseur central.
- 15 mai à Marville (Meuse) : Claude Biwer, homme politique français.
- 25 mai à Sarreguemines : Alphonse Georger, évêque catholique franco-algérien, évêque d'Oran en Algérie de 1998 à décembre 2012.
- 5 juin à Bar-le-Duc : Simone Badier, née Simone Marie Thérèse Levasseur , morte le 18 mars 2022 à Chamonix, alpiniste française, considérée comme l'une des plus remarquables représentantes de l'alpinisme féminin.
- 30 juin à Merten (Moselle) : Jean Kiffer, mort le 11 août 2011 à Amnéville, homme politique et médecin français.
- 6 juillet à Metz : Jean Douay, musicien et pédagogue, spécialisé dans le trombone ténor et alto.
- 11 juillet à Commercy : James Dormeyer, réalisateur canadien de radio, de télévision et de cinéma.
- 15 juillet à Cornimont (Vosges) : Georges-Paul Cuny, écrivain français.
- 18 juillet à Nancy : François Logerot, magistrat français. Il est premier président de la Cour des comptes de mars 2001 à juillet 2004[21].
- 28 juillet à Commercy : Philippe Ascher[22], mort le 4 octobre 2022[23] à Paris[24], neuroscientifique français.
- 5 août à Metz : Nicolas Schiffler, ouvrier et homme politique français, membre du PS.
- 8 août à Pierrepont : Marie-Claude Vayssade, morte le 11 novembre 2020 à Vandœuvre-lès-Nancy[25], femme politique française. Elle est député européenne de 1979 à 1994, élue sur les listes du Parti socialiste.
- 4 septembre à Nancy : Jean Clausse, athlète français, spécialiste des courses de demi-fond.
- 11 septembre  à Nancy : Eska Kayser, peintre française.
- 17 septembre à Metz : Jean-François Burgelin, mort le 17 février 2007 à Versailles, haut magistrat français, procureur général près la Cour de cassation.
- 20 septembre à Aydoilles : Roger Bontems, mort le 28 novembre 1972 à Paris 14e[26], ancien militaire français, devenu délinquant récidiviste.
- 29 septembre à Metz : Bernard Decomps, mort le 8 novembre 2016 , physicien français[27],[28],[29].
- 5 octobre à Nancy : Philippe Rondot, mort dans la nuit du 25 décembre 2017 (à 81 ans), général de division français.
- 18 octobre à épinal : Odile Redon, morte le 26 février 2007 à Paris, historienne française spécialiste du Moyen Âge, en particulier la ville de Sienne et de l’alimentation.
- 6 novembre à Metz : Jacques Charrier , acteur français de cinéma et de théâtre, producteur de cinéma, artiste peintre et céramiste. Il est également l'ex-mari de Brigitte Bardot avec qui il a eu un fils, Nicolas-Jacques Charrier.
- 6 décembre :
  - à Mont-Saint-Martin  : Odile Rudelle, morte le 2 août 2013 à Paris[30],[31], historienne française, spécialiste du gaullisme.
  - à Nancy : Bernadette Dupont, née Valentin, fille de François Valentin, député (1936-1940), sénateur (1956-1958) et député (1958-1961) de Meurthe-et-Moselle, personnalité politique française.
- 17 décembre à Metz : Jean-François Burgelin, mort le 17 février 2007 à Versailles, magistrat français.
- 23 décembre à Metz : Henri Prosi[32], artiste peintre abstrait contemporain.
- 25 décembre à Ugny : Alain Jubert, mort[33] le 20 septembre 2001 à Douarnenez[34], joueur et entraîneur de football actif de la fin des années 1950 à la fin des années 1970.

## Décès
- juin  à Auzéville-en-Argonne : Laura Leroux-Revault, née Maria Laura Desiderata Le Roux le 14 septembre 1872 à Dun-sur-Meuse , artiste peintre française.
- 31 octobre à Nancy : Louis Michel , homme politique français né le 29 mai 1871 à Bratte, dans le département de Meurthe-et-Moselle.
- 6 décembre à Bayon : Émile Badel, né le 18 novembre 1861 à Saint-Nicolas-de-Port, érudit lorrain.
- 28 décembre à Verdun : Léon Braquier, né à Verdun le 9 novembre 1854 , industriel-confiseur français.